# 卡尔·莱姆勒
卡尔·莱姆勒（德語：Carl Laemmle；1867年1月17日—1939年9月24日），生于符騰堡王國（今德国巴登-符腾堡州）勞普海姆，犹太人，德裔美国籍电影制片人，环球影业共同创始人。

## 生平
他出生于一个中产阶级的犹太家庭，是家中13个孩子的第10个。13岁那年他成为了一个记账员，4年后成为了办公室经理。为了寻求新的机遇，他在17岁那年到了美国，1884年在纽约的一家药店替人跑腿。在芝加哥干过几个零活之后，他在威斯康辛州定居下来。1905年他打算回到芝加哥开一家零售店，然而他在路上看到许多人排成长队等着进戏院看电影，于是他改变了主意。
1906年他开设了自己的第一家影院，两个月后又开设了第二家。很快他的莱姆勒电影服务公司（Laemmle Film Service）成为了美国和加拿大最大的交换商。1909年，爱迪生的电影专利公司（Motion Picture Patents Company）开始了对电影行业的垄断，试图通过终止供应电影的方式将莱姆勒赶出电影行业。莱姆勒依据垄断法與爱迪生對簿公堂，并宣布打算自己拍摄电影。1909年他在曼哈顿开设了独立电影公司（Motion Picture Company），在新泽西州拍摄了自己的第一部电影。为了避免爱迪生的间谍，独立电影公司的其它员工前往了古巴以及加利福尼亚州。爱迪生不愿意宣传电影演员或是给他们加薪，而莱姆勒则开辟了电影明星体系。1910年他从比奥格拉夫电影公司（Biograph Company）挖来了女演员弗洛伦丝·劳伦斯，然后在报纸上发表萨劳伦斯死于有轨电车事故的新闻，另一方面又大肆做广告说这则新闻完全是恶作剧，同时也不忘宣传她现在已经成了独立制片公司的演员。等到萨劳伦斯真的出现时，引起了群众的围观，由此首次诞生了电影明星的概念。1912年莱姆勒赢得了同电影专利公司之间的官司，他将独立制片公司和若干小制片厂合并成环球电影制作公司（Universal Film Manufacturing Company），后来又简写为环球公司。
1913年，莱姆勒投资7500美元拍摄了《灵魂交易》（Traffic in Souls）一片，最终获得了45万美元的收入。凭借着此项收入，他在好莱坞附近建造了当时世界上最大的电影制片厂，占地230英亩（约0.93平方公里）的环球影城。1915年环球影城开幕时，莱姆勒还邀请了昔日的竞争对手托马斯·爱迪生来做嘉宾，同时环球影城的电力也是由爱迪生的公司提供的。
1916年，他又一次走在了时代的前列，将环球影城对公众开放，花上25美分游客就可以走入布景街道，观看影片的拍摄过程。1920年时，米高梅以及派拉蒙等电影公司兴起，环球电影公司渐渐沦落为一家偶尔拍摄出A级电影的B级电影公司。不过，在1915年到1925年期间，环球公司是最大的同时也是最多产的电影公司，公司的特色是拍摄小成本剧情片以及西部片。因为经常安排亲戚在公司工作，莱姆勒获得了“卡尔叔叔”的外号，最多时有70名亲戚在他的公司领取工资。
欧文·托尔伯格借助自己父母的关系当上了莱姆勒的秘书，后来年轻的托尔伯格凭借自己的天赋和努力逐渐成为了环球公司的主管。莱姆勒想把女儿嫁给托尔伯格却遭到了拒绝，托尔伯格也离开了环球公司，后来他当上了米高梅公司的生产主管。在他走后莱姆勒的儿子，小卡尔·莱姆勒于1929年成为了环球公司的生产主管。在小卡尔·莱姆勒的手上，环球公司凭借《西线无战事》获得了自己的第一个奥斯卡最佳影片奖。移居到美国的卡尔·莱姆勒并没有忘记欧洲，他大约每两年就要回一趟故乡并游览法国、捷克斯洛伐克和瑞士等地。在1936年他开始意识到纳粹的威胁并开始帮助犹太家庭移居到美国，他从劳普海姆、德累斯顿、法兰克福等地帮助超过300犹太家庭逃往美国。由于环球公司在大萧条期间遇到了经济困难等原因，卡尔·莱姆勒在1936年以450万美元的价格把环球公司卖给了英国的标准资本（Standard Capital）公司，他们家的所有成员都离开了环球公司。晚年，莱姆勒在比弗利山庄的豪宅中度过。